# Латеральное заднее ядро таламуса
Латеральное заднее ядро таламуса — одно из ядер латеральной (боковой) группы таламуса. Однако, несмотря на его анатомическую принадлежность к латеральным ядрам таламуса, функционально его объединяют с ядрами подушки таламуса, и причисляют к ним, поскольку оно образует единый функциональный нейронный ансамбль с ядрами подушки таламуса и работает вместе с ними.